# Нікола Сторм
Нікола Сторм (нід. Nikola Storm, нар. 30 вересня 1994, Мальдегем, Бельгія) — бельгійський футболіст, вінгер клубу «Мехелен».

## Ігрова кар'єра

### Клубна
Нікола Сторм є вихованцем клубу «Брюгге», де починав грати у молодіжній команді. У грудні 2013 року він дебютував у першій команді клубу в чемпіонаті Бельгії. У 2015 році у складі свого клубу Сторм виграв національний кубок Бельгії та посів друге місце в чемпіонаті країни.
Та не маючи постійної ігрової практики у складі «Брюгге» Сторм змушений був переходити в оренду. Влітку 2015 року він відправився в оренду у клуб «Зюлте-Варегем». Після повернення, вже в січні 2017 року Сторм знову відправився в оренду. Цього разу це був клуб Другого дивізіону «Ауд-Геверле Левен», з яким футболіст виграв Другий дивізіон і підвищився до Ліги Жупіле.
В липні 2018 року Нікола Сторм підписав повноцінний контракт з клубом «Мехелен». З яким також виграв Кубок країни.

### Збірна
З 2009 року Нікола Сторм виступав за юнацькі збірні Бельгії.

## Титули
Брюгге
 Переможець Кубка Бельгії: 2014/15
 Переможець Суперкубка Бельгії: 2016
Мехелен
 Переможець Кубка Бельгії: 2018/19